# Kuskovo
Kuskovo (in russo Кусково?) era la casa di campagna estiva e la tenuta della famiglia Šeremetev. Costruito a metà del XVIII secolo, era in origine situata diversi chilometri ad est di Mosca. Oggi è invece parte del distretto Orientale della città. Fu una delle prime grandi tenute estive di campagna della nobiltà russa, ed una delle poche nelle vicinanze di Mosca, che si è conservata. Oggi la tenuta è sede del Museo di Stato Russo delle Ceramiche ed il parco è una delle mete preferite dai moscoviti per il relax.

## Storia
Nel XVII secolo, Kuskovo divenne proprietà di Boris Petrovič Šeremetev (1652-1719), feldmaresciallo russo sotto lo zar Pietro il Grande, il quale condusse l'esercito imperiale russo alla vittoria sugli svedesi nella battaglia di Poltava (1707) nella Grande guerra del Nord. Sul luogo erano già presenti una chiesa in legno, una casa ed alcuni stagni.
Il palazzo venne costruito dal figlio, Pëtr Borisovič Šeremetev (1713-1787). Il conte Šeremetev era uno degli uomini più ricchi di Russia, vicino alla corte e mecenate. Costruì Kuskovo nello stesso periodo in cui stava costruendo anche il palazzo Šeremetev sulla riva del fiume Fontanka a San Pietroburgo. Quando decise di costruire il palazzo a Kuskovo, ordinò che fosse più grande e bello delle proprietà degli altri nobili, e allo stesso livello di qualsiasi residenza degli zar. Essendo a meno di un giorno di viaggio dal centro di Mosca, non era progettato per accogliere gli ospiti anche per la notte, né per la coltivazione o alcuna altro scopo pratico, ma semplicemente per il divertimento, le cerimonie e le feste.
La costruzione venne portata avanti fra gli anni 1730 e gli anni 1790, su un'estensione di oltre trecento ettari. La più antica struttura sopravvissuta è la chiesa del Salvatore, sul sito della vecchia chiesa di legno, costruita nel 1737-39 in stile barocco petrino, e decorata con statue di marmo. Il campanile neoclassico venne aggiunto successivamente, nel 1792.
La casa olandese venne costruita fra il 1749 ed il 1751, dall'architetto Ju.I. Kologrivov, che poi ampliò lo stagno alle dimensioni di un lago e predispose il parco ed i canali. Dopo la morte di Kologrivov nel 1754, la costruzione del palazzo venne cominciata dal giovane architetto Fëdor S. Argunov, che aveva progettato la grotta ed il belvedere sul canale nella parte orientale del parco. Quando Argunov fu impegnato nella costruzione della casa degli Šeremetev sulla Fontanka a San Pietroburgo, i compito di disegnare il palazzo venne dato ad un famoso architetto di Mosca, Karl Blank. La costruzione della casa impegno gli anni 1760. La facciata neoclassica, attribuibile all'architetto francese Charles De Wailly, fu aggiunta nel 1774, dopo che il figlio del proprietario era tornato da Parigi (1773).
Le ventisei stanze del palazzo erano concepite per il divertimento e per impressionare gli ospiti in occasioni ufficiali. Il conte Šeremetev intratteneva gli ospiti con sfarzo; gli spettacoli all'aperto nel suo parco attraevano fino a 25.000 ospiti. Gli spettacoli comprendevano il suo famoso teatro e l'orchestra con attori servi. La tenuta venne visitata dalla Zarina Caterina II nel 1775, visita che venne commemorata da un obelisco nel parco.
Verso la fine del XVIII secolo, la tenuta cominciò a declinare. Venne gravemente danneggiata nel corso dell'invasione francese del 1812. Negli anni 1830, il teatro dei servi venne demolito. Dopo l'abolizione del servaggio nel 1861, parti dei terreni vennero divise e affittate all'esterno. Nel XIX secolo, la maggior parte dei mobili venne trasferita nelle case di città degli Šeremetev a Mosca e a San Pietroburgo.
Dopo la Rivoluzione del 1917, la proprietà fu nazionalizzata. Nel 1919 il palazzo venne trasformato in un piccolo museo di storia naturale. Dieci anni dopo divenne sede del museo di stato della porcellana, fondato nel 1918-20 a Mosca, nella via Podossenskij. Ospitava le collezioni nazionalizzate dei collezionisti di arte russa A. Morozov, L. Zoubalov e Botkine. Nel 1932 venne ridenominato Museo di Stato delle Ceramiche.

## Il Palazzo di Kuskovo

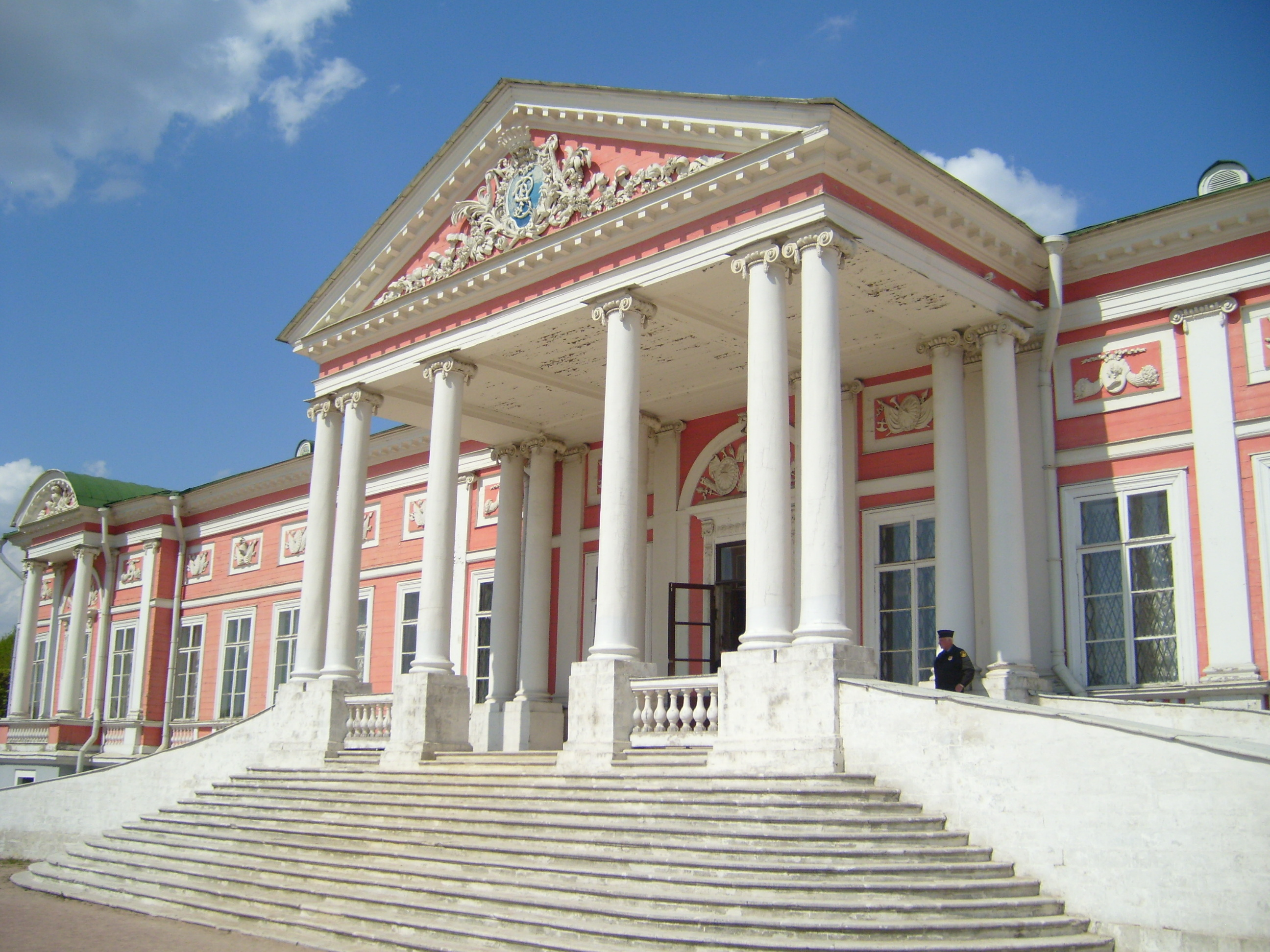
Facciata del palazzo

Il palazzo venne disegnato nel nuovo stile neoclassico, che all'epoca stava diventando popolare per i palazzi di stato a San Pietroburgo e a Mosca. L'esterno era realizzato con assi di legno, che venivano stuccate e dipinte in morbide tonalità pastello. Il palazzo guardava su una corte di rappresentanza, formata dal palazzo, dalla chiesa e dal grande lago. Il portico a sei colonne sulla parte anteriore della casa presentava una rampa, che permetteva a carrozze fino ad otto cavalli di arrivare direttamente al portone di ingresso. Quando la carrozza arrivava, i servitori uscivano dal portone per tenere i cavalli, mentre gli ospiti scendevano.

## Il Parco di Kuskovo
Il Parco di Kuskovo venne creato fra il 1750 ed il 1780, come un tradizionale giardino alla francese, con grandi ornamenti floreali, siepi accuratamente potate, e viali che si incrociavano ad angolo retto o in diagonale. I viali erano decorati con statue e delimitati o da file di alberi potati in forma di sfere o di grandi vasi, di aranci o di mirti tagliati a forma di cono. Otto viali del parco si incontravano nel punto dove si trova ora il padiglione circolare dell'Ermitage, costruito fra il 1764 e il 1777. Il conte Šeremetev trascorreva gran parte del suo tempo all'Ermitage, recandosi al Palazzo solo per le occasioni ufficiali e le vacanze.
Negli anni '70 del XVIII secolo, seguendo l'evolversi dei gusti del periodo, venne creato un secondo parco, all'inglese, che non si è conservato, a nord del parco francese. Questo parco presentava una visione idealizzata della natura, con percorsi tortuosi, gallerie nel verde, suggestivi boschetti alberati, prati e padiglioni. Di questa parte del parco, rimane solo l'Ermitage.

## La Grotta

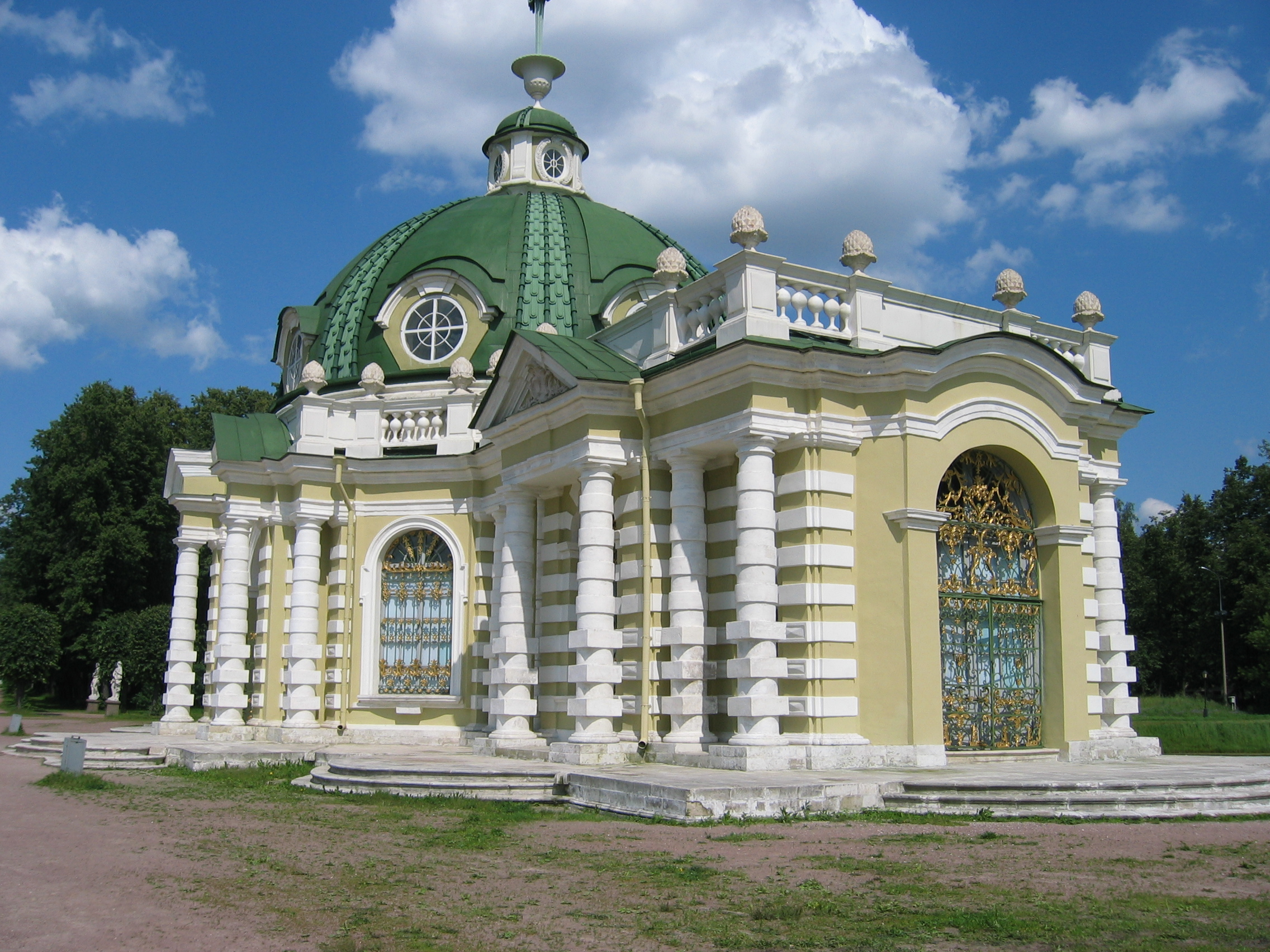
La Grotta

La Grotta venne costruita fra il 1755 ed il 1761 dall'architetto Argunov, e doveva rappresentare il palazzo del Re dei Mari. Era situata vicino ad un grande stagno, che ne rifletteva l'imponente facciata e cupola. Le file interne di nicchie erano occupate da statue di Venere, Diana, Cerere, Flora, Giunone e Giove. Le finestre erano coperte con griglie di ferro forgiate da servi artigiani in forma di fili di alghe. Lo spazio interno, sotto la cupola, doveva essere la sala del trono di Nettuno, incrostato con conchiglie marine (1771-1775). La Grotta è una delle poche costruzioni del genere del XVIII secolo, che ancora conserva le decorazioni originali.

## La Casa Olandese
Una tradizionale casa olandese, in mattoni, venne costruita negli anni '50 del XVIII secolo, su un piccolo stagno vicino al Palazzo. La casa aveva una cucina al piano terra, decorata dal pavimento al soffitto con piastrelle di Delft. I pasti venivano serviti agli ospiti nella cucina, anche se venivano in realtà preparati in un'altra cucina, nel bosco vicino, e portati nella casa dai servitori.
Il piano superiore era arredato con semplice e robusto mobilio olandese e riccamente decorato con piastrelle di Delft.

## L'Orangerie
Il Giardino d'Inverno, o Orangerie, costruito fra il 1761 ed il 1764, fu progettato da F.Argounov. Non veniva usato come serra, in quanto i limoni, le arance e gli ananas serviti agli ospiti a Kuskovo venivano coltivati nelle serre fuori dal parco. Veniva piuttosto usato come grande sala per banchetti, per gli ospiti.
Negli anni '60 del XX secolo, venne convertito in una sala espositiva per le collezioni di porcellane. Questo palazzo ospita le più pregiare collezioni di porcellane occidentali dell'Europa orientale, che erano state raccolte da diverse generazioni della famiglia Šeremetev. Nel 1919 il palazzo venne nazionalizzato, e venti anni dopo venne dichiarato Museo di Stato delle Ceramiche.

## Il Museo di Stato delle Ceramiche
Il museo nell'Orangerie contiene collezioni di raffinate porcellane, raccolte da mercanti russi e dall'Imperatrice Maria Feodorovna, prima della Rivoluzione d'Ottobre. Le maggiori sezioni sono:
- Porcellane tedesche del XVIII e XIX secolo, particolarmente dalle fabbriche reali di porcellana di Meissen.
- Porcellane inglesi di Chelsea e di Josiah Wedgewood.
- Porcellane francesi del XVIII secolo da produttori reali di Sèvres. Uno dei punti di forza della collezione è il Servizio egiziano di Sèvres, donato a Napoleone Bonaparte nel 1798, per ricordare la sua campagna d'Egitto, donate da Napoleone allo zar Alessandro I, nel 1807 a Tilsit.
- Porcellane danesi del XVIII e XIX secolo.
- Porcellane russe e sovietiche del XVIII, XIX e XX secolo. La collezione di porcellane su temi rivoluzionari del primo periodo sovietico è particolarmente degna di nota.